# IF Triangeln
IF Triangeln, Idrottsföreningen Triangeln, var en fotbollsklubb från Malmö. Klubben var hemmahörandes i Malmöserien Division 2

## Seriespel
| År   | Serie                  | Placering |
| ---- | ---------------------- | --------- |
| 1933 | Malmöserien Division 2 |           |
|      |                        |           |